# Masik
Masik ou Masiq (connu également sous le nom russe Mechigmen) était un village Yupik situé au centre de la baie Mechigmen, à l'extrémité orientale de la péninsule Tchouktche. Le village se trouvait sur une bande de terre, à proximité de la passe reliant la ria Mechigmen à la baie.
Le village a été abandonné durant les années 1950, lors du déplacement des populations Yupiks par l'Union soviétique.

## Étymologie
Le nom Masik est d'orgine Yupik. Il s'agit d'une adaptation phonétique du vocable Yupik « masigmi » dont la signification est « à Masik ».

## Géographie
Le village de Masik se trouvait proche du centre de la baie Mechigmen. Il était situé sur une bande de terre et de gravier séparant la ria Mechigmen de la baie, à proximité de la passe connectant les deux étendues d'eau. 
Le village se trouvait sur un léger relief. La végétation environnante est une toundra. 

## Histoire

### Village Yupik
Masik était organisé en deux longues bandes ovales parallèles qui s'étendaient chacune sur environ 1 kilomètre. Les entrées, situées au nord et au sud, étaient marquées par des mâchoires baleines boréales.

### Abandon et déplacement de la population
Au cours des années 1950, les autorités soviétiques ont accéléré leurs programmes de déplacements des différents villages Yupiks. Masik a été abandonné par ses habitants durant cette période.